# Haltepunkt Unterhaching

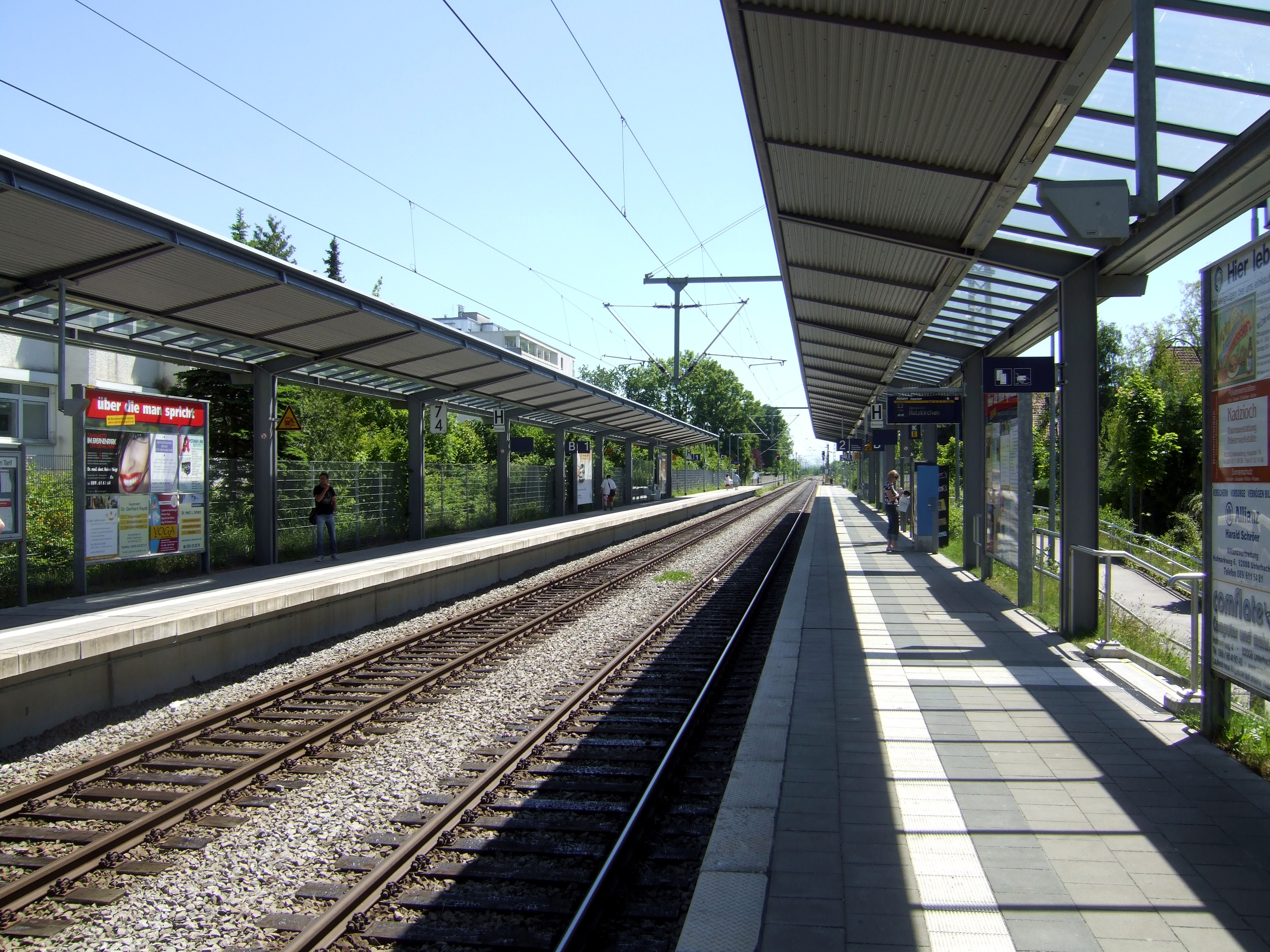
Bahnsteige

Der Haltepunkt Unterhaching ist ein Haltepunkt der Deutschen Bahn an der Bahnstrecke München Ost–Deisenhofen in Unterhaching. Der Haltepunkt wird von der Linie S3 der S-Bahn München bedient, die zwischen Mammendorf und Holzkirchen verkehrt. Das Empfangsgebäude ist als Baudenkmal in die Bayerische Denkmalliste eingetragen.

## Geschichte
Der heutige S-Bahnhaltepunkt wurde 1898 im Zuge der Fertigstellung der Lokalbahnstrecke München Ost–Deisenhofen der Kgl. Bayerischen Staatseisenbahnen zusammen mit den Stationen Giesing, Fasangarten und Taufkirchen eröffnet.
1901 wurde das Empfangsgebäude mit Wartehalle errichtet.
Der S-Bahn-Verkehr wurde auf der damals noch eingleisigen Strecke am 28. Mai 1972 aufgenommen. Am 20. November 1997 erfolgte der Planfeststellungsbeschluss des Eisenbahn-Bundesamts für den zweigleisigen Ausbau der Strecke zwischen den Bahnhöfen München-Giesing und Deisenhofen. Mit dem zweigleisigen Ausbau verbunden war der Neubau von Außenbahnsteigen an den Haltepunkten Fasangarten, Fasanenpark, Unterhaching und Furth sowie der behindertengerechte Ausbau der bestehenden Bahnsteige einschließlich Deisenhofen.

## Aufbau
Der Haltepunkt Unterhaching besitzt zwei Gleise, wobei auf Gleis 1 alle Züge in Richtung München und auf Gleis 2 alle Züge in Richtung Holzkirchen halten. Direkt neben Gleis 1 steht das Empfangsgebäude mit einem Kiosk und daneben liegen die Bussteige 1 und 2.
Die beiden Außenbahnsteige sind 210 m lang und 96 cm hoch. Beide Bahnsteige sind stufenfrei zu erreichen, der eine höhengleich und der andere über eine Rampe.
Das Empfangsgebäude hat eine Grundfläche von etwa 10 × 8 Metern. Es ist ein zweigeschossiger Bau aus Backstein mit Schopfwalmdach. Die Fensterrahmungen sind mit einem Dekor aus Haustein versehen, die Giebel mit Holz vertäfelt. Nördlich an das Empfangsgebäude schließ sich eine etwa 12 × 6 Metern große geschlossene eingeschossige Wartehalle mit Satteldach an.
Neben dem Empfangsgebäude steht das ebenfalls denkmalgeschützte Gebäude der ehemaligen Bahnhofsgaststätte.

## Verkehr
Der Haltepunkt Unterhaching wird im 20-Minuten-Takt von der S-Bahnlinie S3 bedient, die zwischen Mammendorf und Holzkirchen verkehrt. Nachbarstationen sind der Haltepunkt Fasanenpark in Richtung Mammendorf und der Haltepunkt Taufkirchen in Richtung Holzkirchen.
| Linie | Verlauf | Takt   |
| ----- | --- | ------ |
| S3    | Mammendorf – Malching – Maisach – Gernlinden – Esting – Olching – Gröbenzell – Lochhausen – Langwied – Pasing – Laim – Hirschgarten – Donnersbergerbrücke – Hackerbrücke – Hauptbahnhof – Karlsplatz (Stachus) – Marienplatz – Isartor – Rosenheimer Platz – Ostbahnhof – St.-Martin-Straße – Giesing – Fasangarten – Fasanenpark – Unterhaching – Taufkirchen – Furth – Deisenhofen – Sauerlach – Otterfing – Holzkirchen | 20 min |

Der Haltepunkt hat Anbindung an die MVV-Regionalbuslinien 217, 220, 221, 224 und den Expressbus X204. Neben Gleis 2 liegt eine Park-&-Ride-Anlage mit 72 Stellplätzen.